# Berberis approximata
Berberis approximata är en berberisväxtart som beskrevs av Thomas Archibald Sprague. Berberis approximata ingår i släktet berberisar, och familjen berberisväxter. Inga underarter finns listade i Catalogue of Life.